# Академіка (Мапуту)
Ассосіасау Академіка ді Мапуту або просто Академіка (Мапуту) (порт. Associação Académica de Maputo) — професіональний мозамбіцький футбольний клуб з міста Мапуту.

## Історія
Клуб заснований в 1970 році в Мапуту. В національному чемпіонаті команда особливих успіхів не мала, але найвищим досягненням клубу можна вважати вихід до фіналу кубку Мозамбіку 2002 року. Зараз команда грає у вищому дивізіоні чемпіонату Мозамбіку з футболу — Мосамболі.

## Досягнення
- Кубок Мозамбіку:
  -  Фіналіст (1): 2002.